# Liste der Bodendenkmäler in Horstmar
Die Liste der Bodendenkmäler in Horstmar enthält die denkmalgeschützten unterirdischen baulichen Anlagen, Reste oberirdischer baulicher Anlagen, Zeugnisse tierischen und pflanzlichen Lebens und paläontologischen Reste auf dem Gebiet der Stadt Horstmar im Kreis Steinfurt in Nordrhein-Westfalen (Stand: Oktober 2017). Diese Bodendenkmäler sind in Teil B der Denkmalliste der Stadt Horstmar eingetragen; Grundlage für die Aufnahme ist das Denkmalschutzgesetz Nordrhein-Westfalen (DSchG NRW).
| Bild | Bezeichnung                                 | Lage | Beschreibung | Bauzeit | Eingetragen seit | Denkmal- nummer |
| ---- | ------------------------------------------- | ---- | ------------ | ------- | ---------------- | --------------- |
|      | Stadtbefestigung, Teilbereich Südost        |      |              |         | 30.10.1986       | 1               |
|      | Stadtbefestigung, Teilbereich Südwest       |      |              |         | 30.10.1986       | 2               |
|      | Erdwerk, Wall-/Grabensystem im „Herrenholz“ |      |              |         | 14.05.1987       | 3               |
|      | Stadtbefestigung, Teilbereich Nordost       |      |              |         | 23.11.1989       | 4               |
|      | Stadtbefestigung, Teilbereich Nordwest      |      |              |         | 01.03.1999       | 5               |
|      | „ehemaliger Strickshof“                     |      |              |         | 01.03.1999       | 6               |